# خوان هرنانديز غارسيا
خوان هرنانديز غارسيا (بالإسبانية: Juan Hernández García)‏ (6 ديسمبر 1994 في إسبانيا - ) هو رياضي ولاعب كرة قدم إسباني في مركز جناح ‏. لعب مع سلتا فيغو.

## وصلات خارجية
- خوان هرنانديز غارسيا على موقع قاعدة بيانات كرة القدم.إي يو (الإنجليزية)
- خوان هرنانديز غارسيا على موقع Soccerway.com (الإنجليزية)